# Cajamarca weyrauchi
Cajamarca weyrauchi is een hooiwagen uit de familie Gonyleptidae. De wetenschappelijke naam van Cajamarca weyrauchi gaat terug op Roewer.